# FV102 Striker
FV102 Striker — самоходная пусковая установка управляемых противотанковых ракет Swingfire. Создан на базе семейства бронемашин CVR(T).

## Описание
Предназначен, при совместных действиях с другими машинами семейства, для поражения тяжёлой бронетехники противника. Внешне FV102 похож на FV103, но в отличие от последнего имеет 5 ПТУР в кормовой части машины. Несёт пять контейнеров с противотанковыми ракетами, расположенных в кормовой части машины в боевой готовности и пять дополнительных ракет в запасе. Ракеты управляются с помощью джойстика, используя ручное управление на линии прицеливания по проводам (MCLOS). Позднее ракеты получили полуавтоматическое наведение (SACLOS). Второстепенное вооружение состоит из 7.62-мм пулемёта L7. Экипаж состоит из трёх человек: механика-водителя, командира и наводчика ракет. Страйкер использовался исключительно британскими войсками, для нужд которых было выпущено 89 машин, 60 из которых всё ещё остаются на вооружении, по состоянию на 2007 год.